# Висоцька Ольвія Леонідівна
Висоцька Ольвія Леонідівна (нар. 1956 року в м. Львові, Україна) — український науковець, автор новаторської методики викладання іноземних мов шляхом адаптації до віртуального мовного середовища, філолог (англійська, німецька, французька мови), педагог, викладач кафедри іноземних мов для гуманітарних факультетів Львівського національного університету імені Івана Франка (з 1996 р.), автор понад 150 наукових праць (статей, перекладів, навчально-методичних матеріалів).

## Біографія
1978 — закінчила відділення англійської філології факультету іноземних мов Львівського національного університету імені Івана Франка. Ну ви зрозуміли? Так, зрозуміли.

## Наукові інтереси
- Дослідження дискурсного аналізу тексту.
- Психолінгвістика.
- Методична та педагогічна майстерність викладання (створення та впровадження нових ефективних методик викладання іноземних мов).
- Розробка та укладання англійського тлумачного словника психології нового типу.

## Наукова, громадська робота
Автор понад 150 наукових праць (статей, перекладів, навчально-методичних матеріалів тощо).
Автор сучасної, новаторської методики викладання іноземних мов шляхом адаптації до віртуального мовного середовища.
Веде практичні заняття зі студентами стаціонарної та заочної форми навчання гуманітарних факультетів. Виконавець кафедральної наукової держбюджетної теми.
Бере участь у двох міжнародних проектах «TEMPUS — TACIS» та «L'viv-Oregon Рагtnership».
Бере участь у боротьбі за тверезість, зокрема, в роботі конференції «Формування тверезого способу життя в сім'ї та суспільстві», яку проводить ГО «Твереза Україна».
Активно сповідує здоровий спосіб життя, а також публікується у науковому збірнику праць «Здоровий спосіб життя».

## Праці

### Словники, монографії, навчальні посібники
1. Висоцька О. Л. Англо-українсько-російський тлумачний словник психології / О. Л. Висоцька // Львів: Видавничий центр ЛНУ імені Івана Франка, 2007. — 446 с.
2. Висоцька О. Л. Психологізація навчального процесу з іноземних мов (дискурсні міркування) / О. Л. Висоцька // Дискурс іноземномовної комунікації (колективна монографія). — Львів: Вид-во Львівського національного університету імені Івана Франка, 2002. — С. 445—451. — 495 с.
3. Висоцька О. Л. Навчальний посібник до практичних занять з англійської мови: Essentials of Understanding English (у 3-х частинах) / О. Л. Висоцька // Основи розуміння фахової англійської літератури зі спеціальності «Психологія»: Навчальний посібник до практичних занять з англійської мови. — Львів: Видавничий центр ЛНУ імені Івана Франка, 2005. — 307 с. Essentials of Understanding English. — (у 3-х частинах.) — Львів, 2005 р. (англ. мовою).
4. Висоцька О. Л. Лексико-граматичні тестові завдання для перевірки рівня володіння англійською мовою В-2 студентів гуманітарних факультетів університету / Р. І. Дудок, О. Л. Висоцька, І. М. Теплий // Львів: Львівський видавничий центр, 2018 р. — 194 с. (12, 125 д. а.).
5. Висоцька О. Л. Мовні засоби психологізації в англійському художньому дискурсі. / О. Л. Висоцька // (монографія). — Львів: Вид-во Львівського національного університету імені Івана Франка, 2020. — 196 с.

### Статті
1. Висоцька О. Л. Психологізм потоку свідомості в англомовній художній прозі початку ХХ ст. / О. Л. Висоцька // Нова філологія. — 2003. — № 2 (17). — С. 187—194. Запоріжжя: ЗДУ, 2003.
2. Висоцька О. Л. Місце психолінгвістики та нейролінгвістики в дискурсознавстві (прагматичні кореляції) / О. Л. Висоцька // Гуманітарна освіта в технічних вищих навчальних закладах. Збірник наукових праць. — 2003. — Вип. 7. — С. 36-44. — Київ, 2003. — 256 с.
3. Висоцька О. Л. Викладання іноземних мов з застосуванням змодельованого мовного середовища / О. Л. Висоцька // Філософські пошуки. — 2006. — Вип. ХХІ-ХХІІ. — С. 248—255. — 432 p.
4. Висоцька О. Л. Дослідження мотивації до вивчення англійської мови у студентів ВНЗ гуманітарного спрямування / О. Л. Висоцька, Л. М. Горностай // Науковий вісник Волинського державного університету імені Лесі Українки. Серія «Філологічна». — Луцьк: РВВ «Вежа» ВДУ ім. Л. Українки, 2007. — № 4. — С. 211—217. — 408.
5. Висоцька О. Л. Адаптація до віртуального мовного середовища як інноваційний метод вивчення іноземних мов / О. Л. Висоцька // Вісник Львівського національного університету. Серія іноземні мови. — 2010. — Вип. 17. — С. 81-87. — 218 c.
6. Висоцька О. Л. Активізація процесу вивчення іноземних мов шляхом створення мовного середовища за допомогою сучасних технічних засобів / О. Л. Висоцька // Вісник Львівського університету. Серія педагогічна. — 2010. — Вип. 27. — С. 38-41. — 385 с.
7. Висоцька О. Л. Психологічні бар'єри при вивченні іноземних мов: передумови формування та організація подолання / О. Л. Висоцька // Іноземна філологія // Вісник ЛНУ імені Івана Франка. — Львів: Видавничий Центр ЛНУ імені Івана Франка, 2015. — Вип. 128. — С. 285—291. — 7 с. (0, 4375 д. а.).
8. Висоцька О. Методи вивчення іноземних мов, використовуючи мультимедійні інформаційні технології (англ. мовою) / О. Л. Висоцька // Вісник Педагогіки. Наука і Практика. — Варшава, Польща, квітень, 2016, № 4 (04/2016). — С. 4-8. — 94 с.
9. Висоцька О. Л. Психолого-педагогічні проблеми при застосуванні усного методу до вивчення іноземної мови / О. Л. Висоцька // Мови у відкритому суспільстві: Зб. Наукових праць. м. Чернігів, ЧДПУ, 2002. — C. 65-70.
10. Висоцька О. Л. Болонський процес у цифрах і фактах / О. Л. Висоцька // Реалізація принципів і завдань Болонського процесу в Україні. — Львів, 2005 р.: Матеріали міжнародної наукової конференції. — Львів.: Львівський національний університет імені Івана Франка, 31.03.-01.04. 2005. — 110 с. — С. 97-105.
11. Висоцька О. Л. Методика вивчення іноземних мов шляхом адаптації до віртуального мовного середовища (з використанням сучасних комп'ютерних технологій) / О. Л. Висоцька // Сучасні проблеми лінгвістичних досліджень і методика викладання іноземних мов професійного спілкування у вищій школі: Матеріали науково-практичної конференції. — Ч. ІІ. — Львів: Вид. Центр ЛНУ імені Івана Франка, 2007. — С. 66-70. — 282 c.
12. Висоцька О. Л. Оволодіння іноземними мовами із застосуванням технічних засобів для створення мовного середовища / О. Л. Висоцька // Підготовка соціальних педагогів та соціальних працівників в Україні в контексті Болонського процесу: Матеріали міжнародної науково-практичної конференції, 13-14 грудня 2007 р. — Чернівці: Рута, 2007 — С. 37-39. — 383 с.
13. Висоцька О. Основи навчання англомовної академічної комунікації в Україні: проблеми та перспективи і структурна реформа вищої освіти в контексті Болонського процесу / О. Висоцька, Л. Горностай // Навчання англомовної академічної комунікації в Україні: проблеми та перспективи (англ. мовою): Зб. Матеріалів І Міжнародної конференції, 24-25 жовтня, 2008. — Львів: ВЦФІМ ЛНУ імені Івана Франка, 2008. — С. 38-39. — 130 с.
14. Висоцька О. Л. Підвищення якості знань студентів при застосуванні сучасних інноваційних технологій / О. Л. Висоцька // Науково-методичні засади управління якістю освіти в університетах і педагогічних вищих навчальних закладах: Матеріали I Міжнародної науково-практичної конференції. — Київ, 2009. — С. 111—118. — 156 c.
15. Висоцька О. Л. Використання комп'ютера для створення віртуального навчального середовища при вивченні іноземних мов / О. Л. Висоцька // Інтеграційні процеси у викладанні іноземних мов: теоретичні засади та прикладні аспекти (англ. мовою): Зб. Матеріалів ІІ Міжнародної конференції, 4-6 грудня, 2009. — Львів: Видавничий Центр ЛНУ імені Івана Франка, 2009. — С. 199—200. — 220 с.
16. Висоцька О. Л. Процес активізації вивчення іноземних мов шляхом створення мовного середовища за допомогою сучасних технічних засобів / О. Л. Висоцька // Третій Український Педагогічний Конгрес: Зб. наук. праць. — Львів: Сполом, 2010. — С. 352—356. — 524 с.
17. Висоцька О. Л. Центр англомовної академічної комунікації: історія, досвід, здобутки / О. Л. Висоцька, Т. В. Яхонтова, О. М. Іващишин // Лінгвістичні проблеми та інноваційні підходи до викладання чужоземних мов у вищих навчальних закладах: Зб. Матеріалів IV Міжнародної науково-практичної конференції, 8-9 вересня, 2010. — Львів: Видавничий Центр ЛДУ БЖД, 2010. — С. 140. — 184 с.
18. Висоцька О. Л. Застосування інноваційних освітніх методик при вивченні іноземних мов / О. Л. Висоцька // Лінгвістичні проблеми та інноваційні підходи до викладання чужоземних мов у вищих навчальних закладах: Зб. Матеріалів IV Міжнародної науково-практичної конференції, 8-9 вересня, 2010. — Львів: Видавничий Центр ЛДУ БЖД, 2010. — С. 172. — 184 с.
19. Висоцька О. Л. Засоби висловлення дискурсу в англомовній англійській комунікації / О. Висоцька, Л. Горностай // Навчання англомовної академічної комунікації в Україні та у світі: проблеми та перспективи (англ.. мовою): Зб. Матеріалів ІІ Міжнародної конференції, 18-19 листопада 2011. — Львів: Видавничий Центр ЛНУ імені Івана Франка, 2011. — С. 159. — 200 с.
20. Висоцька О. Л. Аспекти когезії / О. Л. Висоцька, Л. М. Горностай // Дискурсні стратегії лінгвістики ХХІ століття (англ. мовою): Зб. Матеріалів Міжнародної науково-практичної конференції, 24-25 листопада 2011. — Львів: Видавничий Центр ЛНУ імені Івана Франка, 2011. — С. 67-69. — 316 с.
21. Висоцька О. Л. Врахування психологічних чинників при вивченні іноземних мов у ВНЗ / О. Л. Висоцька, А. Р. Лозинська // Актуальні питання філологічних наук: наукові дискусії: Зб. Матеріалів Міжнародної науково-практичної конференції, 14-15 листопада 2014. — Одеса: Південноукраїнська організація «Центр філологічних досліджень», 2014. — С. 64-65. — 144 с.
22. Висоцька О. Л. Впровадження нової концепції викладання іноземних мов у ВНЗ (досвід впровадження на кафедрі іноземних мов для гуманітарних факультетів ЛНУ імені Івана Франка) / О. Л. Висоцька // Сучасні тенденції розвитку освіти і науки в інтердисциплінарному контексті: Матеріали І Міжнародної науково-практичної конференції. — Ченстохова-Ужгород-Дрогобич.: Дрогобицький Державний педагогічний університет імені Івана Франка. 19 — 20 листопада 2015. — С. 94-95. — 236 c.
23. Висоцька О. Л. Вивчення іноземних мов із застосуванням інформаційно-комп'ютерних технологій у ВНЗ / О. Л. Висоцька // Педагогіка. Пріоритетні напрямки науки: Матеріали Міжнародної науково-практичної конференції. — Закопане, Польща. 29 — 30 листопада 2015. — С. 129—131. — 132 c.
24. Висоцька О. Л. Особливості використання Кембриджського курсу викладання англійської мови з комп'ютерною підтримкою у ВНЗ / О. Л. Висоцька // Педагогіка. Наукові досягнення, напрацювання, пропозиції за 2015 р.": Матеріали Міжнародної науково-практичної конференції. — Варшава, Польща. 30 грудня, 2015 — 03 січня, 2016 р. — С. 8-12. — 5 с. (0, 313 д.а.) — 96 c.
25. Висоцька О. Л. Комплексний підхід до врахування психологічних чинників при вивченні іноземних мов у ВНЗ / О. Л. Висоцька // Педагогіка. Сучасні тенденції в науці та освіті: Матеріали Міжнародної науково-практичної конференції. — Краків, Польща. 30 — 31 січня, 2016. — С. 104—106. — 136 c.
26. Висоцька О. Л. Апробація сучасної методики викладання іноземної мови у вищій школі / О. Л. Висоцька, Л. М. Горностай, О. М. Красільнікова // Каразінські читання: Людина. Мова. Комунікація: Матеріали XV Міжнародної наукової конференції. — Харків: Харківський національний університет імені В. Н. Каразіна. 5 лютого, 2016. — С. 20-21. — 252 с.
27. Висоцька О. Л. Соціальні відносини на письмі та вплив нових технологій на цей процес / Social relationships in writing and the impact of new technologies on it (англ. мовою) / О. Л. Висоцька // Педагогіка. Наука вчора, сьогодні, завтра: Матеріали Міжнародної науково-практичної конференції. — Варшава, Польща. 28 люте, 2016, № 2 — С. 83-84. — 85 c.
28. Висоцька О. Л. Болонський процес і структурна реформа вищої освіти / The Bologna process and the structural reform of higher education. (англ. мовою) / О. Л. Висоцька // Педагогіка. Наука вчора, сьогодні, завтра: Матеріали Міжнародної науково-практичної конференції. — Гданськ, Польща. 30-31 березня, 2016, № 2 — С. 132—136. — 137 c.
29. Висоцька О. Л. На чому нам слід зосередитися, щоб якнайшвидше вдосконалити нашу англійську мову? / What should we focus on to improve our English quickly? (англ. мовою) / О. Л. Висоцька // Педагогіка. Сучасні проблеми та перспективи розвитку: Матеріали Міжнародної науково-практичної конференції. — Краків, Польща. 29-30 квітня, 2016, № 1 — С. 58-60. — 92 c.
30. Висоцька О. Л. Покращення нашої вимови та роль шедовінгу в цьому / Improving our pronunciation and the role of shadowing in it (англ. мовою) / О. Л. Висоцька // Педагогіка. Пріоритетні наукові напрямки: від теорії до практики: Матеріали ІІ Міжнародної науково-практичної конференції Актуальні проблеми сучасної дошкільної та вищої освіти. — Люблін, Польща. 30-31 травня, 2016, № 1 — С. 80-82. — 140 c.
31. Висоцька О. Л. Мислення тих, хто досягнув успіхів у оволодінні англійською мовою / The mindset of successful English learners (англ. мовою) / О. Л. Висоцька // Педагогіка. Теоретичні та практичні аспекти розвитку сучасної науки: Матеріали ІІ Міжнародної науково-практичної конференції. — Ченстохова, Польща. 29-30 червня, 2016. — C. 98-99. — 104 с.
32. Висоцька О. Л. Вивчення академічного дискурсу у ВНЗ / Academic discourse study in HEE (англ. мовою) / О. Л. Висоцька // Педагогіка. Фундаментальні і прикладні дослідження: проблеми та результати: Матеріали ІІ Міжнародної науково-практичної конференції. — Сопот, Польща. 30-31 липня, 2016. — С. 10-12. — 56 с.
33. Висоцька О. Л. Using oral method for creating natural speech situations in HEE (англ. мовою) / О. Л. Висоцька // Педагогіка. Сучасні фундаментальні та прикладні дослідження: Матеріали ІІ Міжнародної науково-практичної конференції. — Закопане, Польща. 30-31 серпня, 2016, № 2 — С.80-82. — 116 с.
34. Висоцька О. Психологізація освітнього процесу викладання іноземних мов у ВНЗ (англ. мовою) / O. Висоцька // Зб. Матеріалів 7-ї Національної української конференції. — Чернігів: ЧДПУ, 2002. — С. 238—240.
35. Висоцька О. Психологізація освітнього процесу викладання іноземних мов у ВНЗ (англ. мовою) / O. Висоцька, A. Лозинська // Зб. Матеріалів Регіональної науково-практичної конференції TESOL. — Львів: Львівський Видавничий Центр, 26-28 квітня 2002. — С. 77.
36. Висоцька О. «Єпіфанії» та «Портрет художника в юності» Джеймса Джойса / психологічний дискурс (англ. мовою) / O. Висоцька, A. Лозинська // Зб. Матеріалів Регіональної науково-практичної конференції TESOL. — Львів: Львівський Видавничий Центр, 26-28 квітня 2002. — С. 209.
37. Висоцька О. Пояснення функції лейтмотиву на заняттях зі стилістики (англ. мовою) / A. Лозинська, O. Висоцька // Зб. Матеріалів Регіональної науково-практичної конференції TESOL. — Львів: Львівський Видавничий Центр, 18 травня 2002. — С. 40.
38. Висоцька О. Роль запам'ятовування на заняттях із читання (англ. мовою) / A. Лозинська, O. Висоцька Зб. Матеріалів Регіональної науково-практичної конференції TESOL. — Львів: Львівський Видавничий Центр, 26-28 квітня 2002. — С. 45.
39. Висоцька О. Створення природніх мовних ситуацій, використовуючи усний метод для вивчення іноземних мов у ВНЗ (англ. мовою) / O. Висоцька // Зб. Матеріалів 7 Національної української TESOL-Ukraine конференції. — Хмельницький: ТУП, 2003. — С. 179—183. — 205 c.
40. Висоцька О. Л. — Роль мотивації у промоушині мультилінгвалізму та плюралінгвалізму / O. Л. Висоцька // Зб. Матеріалів 7-ї Національної української TESOL-Ukraine конференції. — Хмельницький: ТУП, 2003. — С. 103.
41. Висоцька О. Л. — Психологічна перспектива використання мотивації для досягнення високого рівня перфектизму у вимові / O. Висоцька // Зб. Матеріалів І-ї Національної української TESOL-Ukraine конференції. — Одеса, 18-19 квітня 2003. — С. 57.
42. Висоцька О. Л. — Проблеми навчання літературі англомовних країн (на матеріалі праць Джеймса Джойса) / O. Висоцька // Зб. Матеріалів 3-ї Західно-Української TESOL-Ukraine конференції. — Хмельницький, 29 жовтня 2004. — С. 43.
43. Висоцька О. Л. — Психологічний підхід у навчанні літературі англомовних країн (на матеріалі праць Джеймса Джойса) / O. Л. Висоцька, А. Р. Лозинська // Зб. Матеріалів 3-ї Західно-Української TESOL-Ukraine конференції. — Хмельницький, 29 жовтня 2004. — С. 45.
44. Висоцька О. — Вивчення англійської мови як мови фаху шляхом застосування новітніх технологій (на матеріалі ді-ві-ді фільму «Форест Гамп») (на англ. мові) / O. Висоцька, Л. Горностай / Зб. Матеріалів Всеукраїнської національної конвенції асоціації викладачів англійської мови в Україні TESOL — Україна — Вінниця, 2007. — С. 110—111.
45. Висоцька О. Л. — Реалізація психологічної фреймової вербалізації емпатії за допомогою образних засобів (на матеріалі творчості В. Вульф) / O. Л. Висоцька, Л. М. Горностай / Зб. Матеріалів Всеукраїнської національної науково-практичної конференції — Київ: НАУ, 2008. — С. 25-28.
46. Висоцька О. Л. — Використання фільмів на DVD-носіях для створення мовного середовища при вивченні іноземних мов (на прикладі розробленої та впровадженої авторської методики)" / O. Л. Висоцька / Зб. Матеріалів науково-практичної конференції «Україна Європейська» — Чернігів, 2008. — С. 20-22.
47. Висоцька О. Л. Забезпечення якісного викладання іноземних мов у ВНЗ (психолого-прагматичні аспекти втілення Болонської системи в життя) / O. Л. Висоцька // Зб. Матеріалів Всеукраїнської науково-практичної конференції «Україна-Мова-Світ» — Вінниця, 2008. — С. 96-98.
48. Висоцька О. Л. — Вербальні та невербальні засоби реалізації психологічної фреймової емпатії (на матеріалі творчості В. Вульф) / O. Л. Висоцька // Зб. Матеріалів II Всеукраїнської наукової конференції «Іноземна філологія в ХХІ столітті» — Запоріжжя, 2009. — С. 66-70.
49. Висоцька О. — Риси дискурсу (англ. мовою) / O. Висоцька, Л. Горностай // Зб. Матеріалів XIV TESOL Української регіональної наукової конференції. — Харків, 2009. — С. 34-35. — 152 с.
50. Висоцька О. Л. — Інноваційні технології методики викладання іноземних мов у контексті Болонського процесу / O. Л. Висоцька // Зб. Матеріалів Всеукраїнської наукової конференції. — Дрогобич, 2009. — С. 283—292. — 296 с.
51. Висоцька О. Л. — Закономірності формування і специфіка подолання психологічних бар'єрів при вивченні іноземних мов / O. Л. Висоцька / Зб. Матеріалів звітно-наукової конференції. — Львів: Вид-во ф-ту іноз. мов, 2014. — С. 102.
52. Висоцька О. Л. Застосування мультимедійних технологій при викладанні іноземних мов у вищій школі / О. Л. Висоцька // Інноваційні комп'ютерні технології у вищій школі: Матеріали VI науково-практичної конференції, 18-20 листопада 2014. –- Львів, 2014 р. — С. 109—114. — 196 с.
53. Висоцька О. Л. Використання віртуального мовного середовища при вивченні іноземних мов у вищій школі / О. Л. Висоцька // Сучасні проблеми гуманітаристики: світоглядні пошуки, комунікативні та педагогічні стратегії: Матеріали IV Всеукраїнської науково-практичної конференції. — Рівне, 2014 р. — C. 349—351 — 360 c.
54. Висоцька О. Л. Досвід застосування курсу вивчення іноземних мов з комп'ютерним супроводом у ВНЗ гуманітарного профілю / О. Л. Висоцька // Інноваційні комп'ютерні технології у вищій школі: Матеріали VII Науково-практичної конференції. — Львів: Національний університет «Львівська Політехніка»: 17-19 листопада 2015. — С. 92-97. — 162 с.
55. Висоцька О. Л. Психолого-педагогічні аспекти впровадження нового курсу викладання іноземних мов у ВНЗ / О. Л. Висоцька, Л. М. Горностай, О. М. Красільнікова // Сучасні проблеми гуманітаристики: світоглядні пошуки, комунікативні та педагогічні стратегії: Матеріали V Всеукраїнської науково-практичної конференції. / Редкол. Бошицький Ю. Л., Чернецька О. В., Українець C.Я. — Рівне: РІКУП НАНУ, 2015. С.272-274. — 360 с.
56. Висоцька О. Л. Методика вивчення іноземних мов із використанням мультимедійних технологій / Methods of studying foreign languages using multimedia information technology (англ. мовою) / О. Л. Висоцька // Варшава, Польща, Herald pedagogiki. Nauka i Praktyka — квітень, 2016. — С. 4-7. — 64 с.
57. Висоцька О. Л. Мотивація для оволодіння ESP вивчення іноземних мов у ВНЗ (англ. мовою) / Motivation for mastering ESP у ВНЗ (англ. мовою) / Висоцька О. Л // Варшава, Польща, Herald pedagogiki. Nauka i Praktyka — липень, 2016. — С. 39-41. — 62 c.
58. Висоцька О. Л. Методологія вивчення іноземних мов з використанням мультимедійних технологій у ВНЗ (англ. мовою) / Methods of studying foreign languages using multimedia information technologies in HEE (англ. мовою) / О. Л. Висоцька // Варшава, Польща, Herald pedagogiki. Nauka i Praktyka — серпень, 2016. — С. 72-77. — 78 с.
59. Висоцька О. Л. Компетентнісний підхід у навчанні іноземній мові студентів гуманітарних спеціальностей / О. Л. Висоцька // Педагогіка. Наукові досягнення, напрацювання, пропозиції: Матеріали ІІ Міжнародної науково-практичної конференції. — Варшава, Польща. 29-30 березня, 2016. — С. 41-47. — 48 с.
60. Висоцька О. Л. Досвід участі в міжнародному стажуванні в Ченстохові, Польща / О. Л. Висоцька Педагогіка. Теоретичні та практичні аспекти розвитку сучасної науки: Матеріали Міжнародної науково-практичної конференції. — Ченстохова, Польща. 30-31 березня, 2017. — С. 81-84. — 84 с.
61. Висоцька О. Л. Психологізація образу персонажу в творах В. Вульф (на прикладі головного героя роману «Орландо») / О. Л. Висоцька // Молодий вчений. — 2017. — № 7 (47). — С. 173—181. — 344 с.
62. Висоцька О. Л. Лексико-граматичні тестові завдання для перевірки рівня володіння англійською мовою В-2 студентів гуманітарних факультетів університету / Р. І. Дудок, О. Л. Висоцька, І. М. Теплий // Львів: Львівський видавничий центр, 2018 р. — 194 с. (12, 125 д. а.).
63. Висоцька О. Л. Функціювання потоку свідомості в семантико-синтаксичних комплексах (на матеріалі роману Вірджинії Вульф «Пані Делловей» / О. Л. Висоцька // Іноземна філологія // Вісник ЛНУ імені Івана Франка. — Львів: Вид-во ф-ту іноз. мов, 2018, № 25. — С. 85-93. — 109 с.
64. Висоцька О. Л. Психологічний текст як вербалізована форма репрезентації смислу / О. Л. Висоцька // Комунікація у сучасному соціумі: Матеріали ІІ Міжнародної науково-практичної конференції / (Львів, 8 червня 2018 р.) / [за ред. Микитенко Н. О., Морської Л. І., Яхонтової Т. В.]. — Львів: ЛНУ імені Івана Франка. 2018. — C.17-18. — 108 с.
65. Висоцька О. Л. Категорії значення та смислу у психологічному дискурсі / О. Л. Висоцька // Іноземна філологія // Вісник ЛНУ імені Івана Франка. — Львів: Вид-во ф-ту іноз. мов, 2018, № 131. — С. 16-24. — 178 с.
66. Висоцька О. Л. Науковий дискурс у сучасних лінгвістичних дослідженнях / О. Л. Висоцька // Молодий вчений. — серпень 2018. — № 8 (60). — С. 65-70. — 222 с.
67. Висоцька О. Л. Когнітивна метафора як лінгвокультурний феномен / Р. І. Дудок, О. Л. Висоцька // Філологія. Наука, дослідження, розвиток: Матеріали Міжнародної науково-практичної конференції. — Берлін, Німеччина. 30 — 31 серпня, 2018. № 8 — С. 41-47. — 92 с.
68. Висоцька О. Л. Фрейм як когнітивна і лінгвістична модель / О. Л. Висоцька // Філологія. Наука, дослідження, розвиток: Матеріали Міжнародної науково-практичної конференції. — Лондон, Великобританія. 30 — 31 жовтня, 2018. № 10 — С. 59-67. — 108 с.
69. Висоцька О. Л. Термін та термінологія як об'єкт лінгвістичних досліджень / Р. І. Дудок, О. Л. Висоцька // Філологія. Наука, дослідження, розвиток: Матеріали Міжнародної науково-практичної конференції. — Лондон, Великобританія. 30 — 31 жовтня, 2018. № 10 — С. 67-76. — 108 с.
70. Висоцька О. Л. Проблеми та перспективи дослідження фахової мови гуманітарних наук / Р. І. Дудок, О. Л. Висоцька // Філологія. Наука, дослідження, розвиток: Матеріали Міжнародної науково-практичної конференції. — Ротердам, Нідерланди. 29 — 30 листопада, 2018. № 11 — С. 65-73. — 154 с.
71. Висоцька О. Л. Психологізм у творчості В. Вульф / О. Л. Висоцька // Філологія. Наука, дослідження, розвиток: Матеріали Міжнародної науково-практичної конференції. — Ротердам, Нідерланди. 29 — 30 листопада, 2018. № 11 — С. 146—152. — 154 с.
72. Висоцька О. Л. Джеймс Джойс: лінгвістичний та психологічний аспекти / О. Л. Висоцька // Філологія. Наука, дослідження, розвиток: Матеріали Міжнародної науково-практичної конференції. — Белград, Сербія. 29 — 30 грудня, 2018. № 12 — С. 27-33. — 108 с.
73. Висоцька О. Л. Значення слова в мовознавчій традиції / Р. І. Дудок, О. Л. Висоцька // Філологія. Наука, дослідження, розвиток: Матеріали Міжнародної науково-практичної конференції. — Белград, Сербія. 29 — 30 грудня, 2018. № 12 — С. 37-39. — 108 с.
74. Висоцька О. Л. Метафора — найфундаментальніша мовна форма ментальності / Р. І. Дудок, О. Л. Висоцька // Філологія. Наука, дослідження, розвиток: Матеріали Міжнародної науково-практичної конференції. — Берлін, Німеччина. 30 — 31 січня, 2019. № 13 — С. 35-39. — 112 с.
75. Висоцька О. Л. Лінгво-психологічний механізм функціювання метафори: теоретичні засади / О. Л. Висоцька // Філологія. Наука, дослідження, розвиток: Матеріали Міжнародної науково-практичної конференції. — Берлін, Німеччина. 30 — 31 січня, 2019. № 13 — С. 39-43. — 112 с.
76. Висоцька О. Л. Метафорична зміна значення / Metaphorical twist of meaning (англ. мовою) / О. Л. Висоцька // Філологія. Наука, дослідження, розвиток: Матеріали Міжнародної науково-практичної конференції. — Лондон, Великобританія. 27 — 28 люте, 2019. № 14 — С. 20-24. — 100 с.
77. Висоцька О. Л. Що таке метафора / What metaphor means (англ. мовою) / Р. І. Дудок, О. Л. Висоцька // Філологія. Наука, дослідження, розвиток: Матеріали Міжнародної науково-практичної конференції. — Лондон, Великобританія. 27 — 28 люте, 2019. № 14 — С. 65-69. — 100 с.
78. Висоцька О. Л. Functional role of stylistic figures: metaphor and metonymy (англ. мовою) / О. Л. Висоцька // ХІІІ Міжнародна наукова конференція «Пріоритети германської та романської філології»: Збірник наукових праць «Research Trends in Modern Linguistics and Literature» / За ред. А. Б. Павлюк. Ч. 2. — Вид. Центр ВДУ імені Лесі Українки, 2019 р. — 116 с. — С.104-112.- 31 травня — 2 червня 2019 р., м. Луцьк.
79. Висоцька О. Л. Психологічна роль метафори в художньому дискурсі / Psychological role of metaphors in the belles-lettres discourse (англ. мовою) / Р. І. Дудок, О. Л. Висоцька // ХІІІ Міжнародна наукова конференція «Пріоритети германської та романської філології»: Збірник наукових праць «Research Trends in Modern Linguistics and Literature» / За ред. А. Б. Павлюк. Ч. 2. — Вид. Центр ВДУ імені Лесі Українки, 2019 р. — с. 284. — С. 70-74. — 31 травня — 2 червня 2019 р., м. Луцьк.
80. Висоцька О. Л. Контекстуальні та інтегральні показники інтерпретації значення / Contextual and integral indicators in the interpretation of meaning (англ. мовою) / Р. І. Дудок, О. Л. Висоцька // Філологія. Наука, дослідження, розвиток: Матеріали Міжнародної науково-практичної конференції. — Ротердам, Нідерланди. 30 — 31 березня, 2019. № 15 — С. 84-89. — 100 с.
81. Висоцька О. Л. Когнітивні механізми репрезентації почуттів: метафора та метонімія / Cognitive mechanisms of representation senses: metaphor and metonymy (англ. мовою) / О. Л. Висоцька // Філологія. Наука, дослідження, розвиток: Матеріали Міжнародної науково-практичної конференції. — Ротердам, Нідерланди. — 30-31 березня, 2019. № 15 — С. 90-97. — 100 с.
82. Висоцька О. Л. Метафоричні запозичення в психологічному дискурсі / Metaphor borrowings in psychological discourse (англ. мовою) / Р. І. Дудок, О. Л. Висоцька // Філологія. Наука, дослідження, розвиток: Матеріали Міжнародної науково-практичної конференції — Барселона, Іспанія. 29 — 30 квітня, 2019. № 16 — С. 62-69. — 78 с.
83. Висоцька О. Л. Evolutionary and psychological origin of the metaphor (англ. мовою) / О. Л. Висоцька // Філологія. Наука, дослідження, розвиток: Матеріали Міжнародної науково-практичної конференції. — Барселона, Іспанія. 29 — 30 квітня, 2019. № 16 — С. 70-75. — 78 с.
84. Висоцька О. Л. The senseforming function of metaphor and metonymy (англ. мовою) / Р. І. Дудок, О. Л. Висоцька // Філологія. Наука, дослідження, розвиток: Матеріали Міжнародної науково-практичної конференції. — Берлін, Німеччина. 30 — 31 серпня, 2020. № 32 — С. 48-55. — 66 с.
85. Висоцька О. Л. Lingual and mental model of metaphors in the conceptual picture of the world (англ. мовою) / О. Л. Висоцька // Філологія. Наука, дослідження, розвиток: Матеріали Міжнародної науково-практичної конференції. — Берлін, Німеччина. 30 — 31 серпня, 2020. № 32 — С. 56-62. — 66 с.
86. Висоцька О. Л. Metaphor: psychological and linguophilosophical aspects (англ. мовою) / О. Л. Висоцька // Філологія. Наука, дослідження, розвиток: Матеріали Міжнародної науково-практичної конференції. — Париж, Франція. 29 — 30 вересня, 2020. № 33 — С. 29-33. — 46 с.